# Deborah A. Nolan
Pour les articles homonymes, voir Nolan.
Deborah A. Nolan est une statisticienne et éducatrice en statistique (en) américaine. Elle est professeure de statistique à l'université de Californie à Berkeley, où elle dirige le département de statistique.  

## Éducation et carrière
Nolan est diplômée du Vassar College en 1977 ; elle a acquis sa première expérience dans les statistiques dans un travail d'été chez Vassar, en faisant des analyses statistiques pour l'auteure Caroline Bird (en). Après avoir obtenu son diplôme, elle a commencé à travailler comme programmeuse d'applications pour IBM. Ayant besoin d'apprendre plus de statistiques pour son travail, elle a étudié à l'université Columbia pendant un an, puis a entrepris des études supérieures à temps plein en statistique à Yale. À Yale, le côté appliqué de ses recherches comprenait des travaux confirmant la forme en spirale logarithmique des coquilles d'escargots. Sa thèse, dirigée par David Pollard, concernait les théorèmes des limites centrales et s'intitulait U-Processes. Elle a terminé son doctorat en 1986, et est devenue membre du corps professoral de Berkeley la même année , la première nouvelle femme membre du corps professoral de rang régulier dans le département depuis Elizabeth Scott en 1951.  

## Publications
Nolan est l'auteure de plusieurs livres de statistiques: 
- Stat Labs: Mathematical Statistics Through Applications (avec Terry Speed, Springer, 2000) [5].
- Teaching Statistics: A Bag of Tricks (avec Andrew Gelman, Oxford University Press, 2002) [6].
- XML and Web Technologies for Data Sciences with R (avec Duncan Temple Lang, Springer, 2014) [7].
- Data Science in R: A Case Studies Approach to Computational Reasoning and Problem Solving (avec Duncan Temple Lang, CRC Press, 2015).

## Prix et distinctions
Elle est membre de la Société américaine de statistique et de l'Institut de statistique mathématique.  